# (36072) 1999 RJ56
1999 RJ56 (asteroide 36072) é um asteroide da cintura principal. Possui uma excentricidade de 0.11534770 e uma inclinação de 10.61830º.
Este asteroide foi descoberto no dia 7 de setembro de 1999 por LINEAR em Socorro.